# John Van Druten

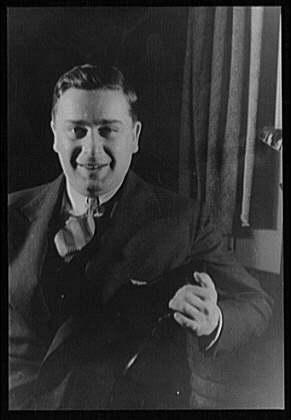
John William Van Druten (1932), Fotografie von Carl Van Vechten

John William Van Druten (* 1. Juni 1901 in London, Vereinigtes Königreich; † 19. Dezember 1957 in Indio (Kalifornien), Vereinigte Staaten) war ein US-amerikanischer Schriftsteller und Drehbuchautor niederländisch-britischer Herkunft.

## Leben
Van Druten hatte einen niederländischen Vater und eine britische Mutter. In seiner Heimatstadt London besuchte er zunächst die University College School und anschließend die Universität London, wo er Jura-Kurse belegte. Van Druten begann anschließend als Rechtsanwalt zu arbeiten und legte parallel dazu 1925 mit Young Woodley sein erstes Bühnenstück vor. In kürzester Zeit hatte er sich als Theaterautor etabliert. Van Drutens Stücke Diversion, After All, London Wall, There’s Always Juliet, Somebody Knows, Behold, We Live, The Distaff Side und Flowers of the Forest liefen zwischen 1928 und 1934 mit großem Erfolg an Londons West-End-Bühnen.
Mit Beginn der Tonfilmzeit Ende der 20er Jahre wurden seine Werke erstmals für den Film adaptiert, und so entschloss sich John Van Druten Mitte der 30er Jahre zur Übersiedelung in die USA. Dort begann er ab 1936 selbst Drehbücher zu schreiben. 1939 beteiligte er sich, ohne Nennung im Vorspann, an einem der diversen Drehbuchentwürfe zu dem Filmklassiker Vom Winde verweht. Im Jahr darauf, gleichfalls ungenannt, arbeitete er an einer Kinoversion von Jane Austens Stolz und Vorurteil. Für seine Mitarbeit am Drehbuch zu dem Thriller Das Haus der Lady Alquist erhielt er 1945 zusammen mit Walter Reisch und John L. Balderston eine Oscarnominierung. Ab den ausgehenden 40er Jahren war Van Druten dann nur noch als Drehbuchautor für Fernsehproduktionen tätig. 1951 wurde er in die American Academy of Arts and Letters gewählt.
Eine Reihe von Van Drutens Bühnenvorlagen wurden mit großem Erfolg verfilmt, ohne dass der Autor an der Umsetzung dieser Stoffe direkt beteiligt war, darunter „I Remember Mama“ (deutscher Filmtitel: Geheimnis der Mutter), „Bell, Book and Candle“ (deutscher Filmtitel Meine Braut ist übersinnlich). Vor allem aber ist hierbei „I am a Camera“ von 1951 auf Grundlage der autobiographischen Romane Mr. Norris steigt um (1935) und Leb wohl, Berlin (1939) von Christopher Isherwood zu nennen. Nach einer wenig beachteten englischen Verfilmung von 1955 wurde das Stück danach 1971 in München unter dem Titel Cabaret als Musical-Version mit enormem Erfolg neu verfilmt. 1956 erschien Im Strom er frühen Jahre, eine Übersetzung durch Franziska Becker.

## Filmografie als Drehbuchautor
- 1931: Unfaithful
- 1937: Night Must Fall
- 1937: Feuer über Irland (Parnell)
- 1938: London Wall (Fernsehfilm)
- 1938: There’s Alays Juliet (Fernsehfilm)
- 1939: Raffles
- 1939: Vom Winde verweht (Gone with the Wind) (ungenannt)
- 1940: Stolz und Vorurteil (Pride and Prejudice) (ungenannt)
- 1940: Glückspilze (Lucky Partners)
- 1941: My Life With Caroline
- 1943: Auf ewig und drei Tage (Forever and a Day)
- 1943: Johnny Come Lately
- 1943: In Freundschaft verbunden (Old Acquaintance)
- 1944: Das Haus der Lady Alquist (Gaslight)
- 1947: The Voice of the Turtle
- 1951: Goodyear Television Playhouse (TV-Reihe)
- 1953: Lied der Taube (deutsche Fernsehproduktion)
- 1956: Old Acquaintance (Fernsehfilm)
- 1957: The Hickory Limb (Fernsehfilm)